# Вельке Дворніки
Вельке́ Дворні́ки (словац. Veľké Dvorníky, угор. Nagyudvarnok) — село, громада в окрузі Дунайська Стреда, Трнавський край, Словаччина. Кадастрова площа громади — 7,99 км². Населення — 1245 осіб (за оцінкою на 31 грудня 2017 р.).
Перша згадка 1252 року.

## Географія
Протікає Старий Клатовський канал

## Населення
| Рік:            | 1994. | 2004.    | 2014.    | 2024.    |
| --------------- | ----- | -------- | -------- | -------- |
| Кількість осіб: | 727   | 874      | 1117     | 1373     |
| Різниця:        |       | +20,22 % | +27,80 % | +22,91 % |

| Рік:            | 2023. | 2024.   |
| --------------- | ----- | ------- |
| Кількість осіб: | 1383  | 1373    |
| Різниця:        |       | -0,72 % |